# Rita Gorgonowa
Rita Gorgonowa, właśc. Emilia Margerita (Małgorzata) Gorgon, z domu Ilić, secundo voto Kańska, (ur. 7 marca 1901 w Oćestovie koło Knina w Dalmacji, ówcześnie Austro-Węgry, zm. po 1945) – guwernantka, skazana w jednym z najgłośniejszych procesów międzywojennej Polski za zabójstwo 30 grudnia 1931 Elżbiety (Lusi) Zaremby, córki lwowskiego architekta Henryka Zaremby, któremu prowadziła dom. Zabójstwo, a następnie proces poszlakowy były szeroko komentowane i uznane za „najgłośniejszy proces sądowy II Rzeczypospolitej”. W latach 1932–1934 sprawą żyła cała opinia publiczna. Rita Gorgonowa miała syna Erwina (ur. 1917, zm. 1937) oraz córki Romanę (ur. 1928) i Ewę (zwaną Kropelką, ur. 1932, zm. 2024).

## Młodość
Z pochodzenia była Serbką bądź Chorwatką, urodzoną w Dalmacji, w ówczesnych Austro-Węgrzech. Jej ojciec był lekarzem, zmarł przed jej narodzinami; jej matka powtórnie wyszła za mąż, a ona sama od czwartego roku życia wychowywała się poza domem rodzinnym (najpierw u krewnych, potem w sierocińcu). W wieku 15 lat we wrześniu 1916 w Szybeniku Margerita Ilić wyszła za mąż za porucznika Armii Austro-Węgier Erwina Gorgona, po czym we wrześniu 1917 urodziła ich syna, Erwina. Trzy miesiące później zamieszkała u rodziców męża we Lwowie, w tym czasie jej mąż walczył na froncie. Po zakończeniu wojny Erwin Gorgon wrócił z frontu z chorobą weneryczną, przez co małżeństwo się rozpadło. W 1921 r. Erwin Gorgon wyjechał szukać pracy do Ameryki, a wkrótce Margerita (Rita) Gorgon popadła w konflikt ze szwagrami, oskarżającymi ją niesłusznie o niemoralne prowadzenie się i została zmuszona do wyprowadzenia się i pozostawienia syna na wychowaniu teściów, a następnie szwagra. Początkowo pozostawała bez pracy, później uczęszczała na kurs pielęgniarski i zarabiała opieką nad dziećmi. Według relacji, była piękną kobietą.

## Praca u Zarembów

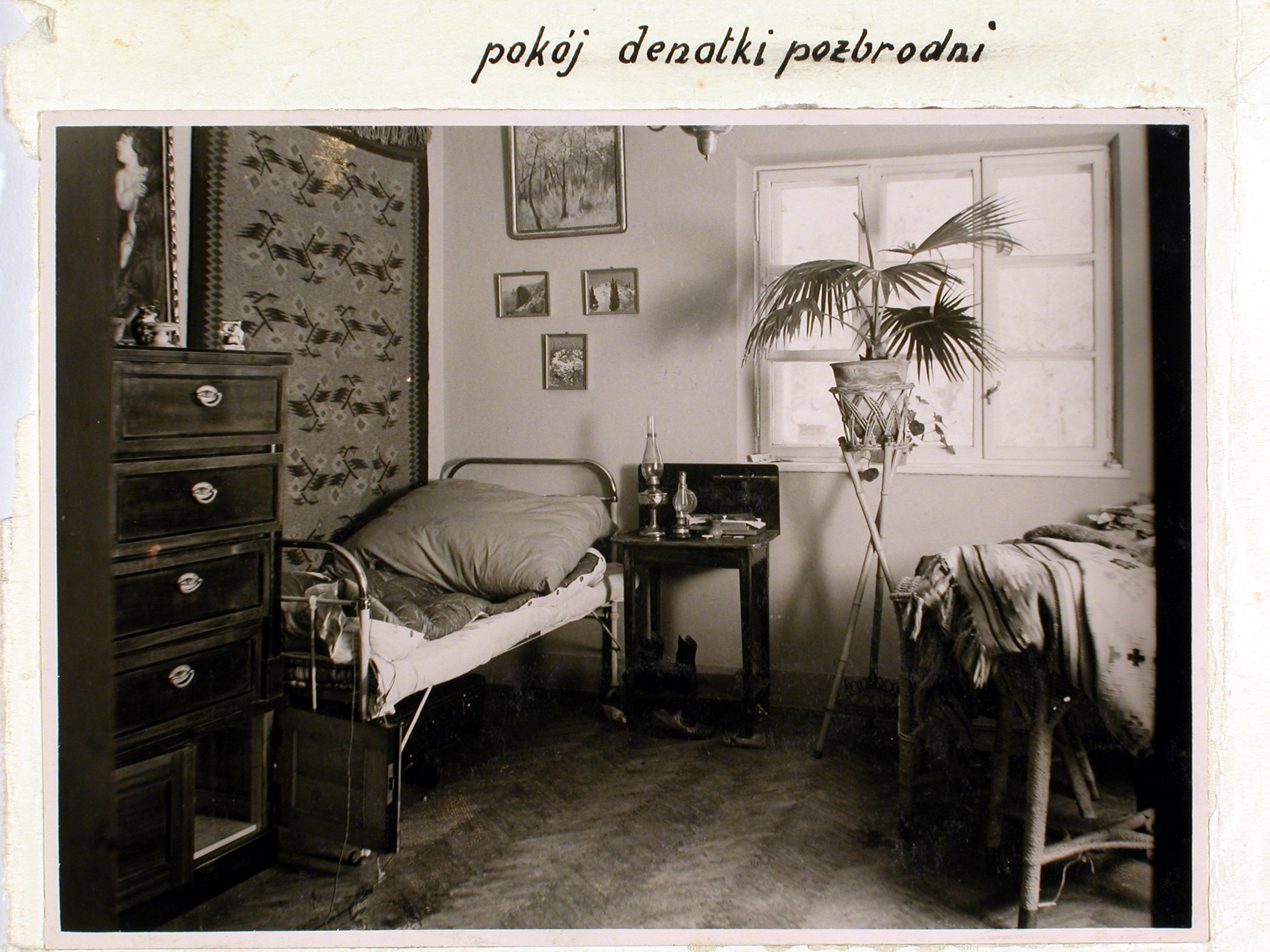
Zdjęcie pokoju Lusi Zarembianki, z akt sprawy

W 1924 Rita Gorgonowa przyjęła posadę guwernantki u 41-letniego wówczas lwowskiego architekta Henryka Zaremby i zamieszkała w jego willi, w Łączkach koło Brzuchowic pod Lwowem. Henryk Zaremba rozstał się wcześniej bez formalnego rozwodu z żoną, która od 1923 cierpiała na chorobę psychiczną i przebywała w zakładzie zamkniętym. Mieli wspólnie z żoną dwoje dzieci – Elżbietę (Lusię) ur. 1914 i Stanisława (Stasia) ur. 1917. Oprócz opieki nad dziećmi, z którymi stosunki układały się początkowo dobrze, Gorgonowa zajmowała się nadzorem nad prowadzeniem domu, w którym Henryk Zaremba przebywał jedynie co pewien czas. Po około roku, między Gorgonową a Henrykiem Zarembą nawiązał się romans, po czym pozostawali w konkubinacie, z którego urodziła się w 1928 córka Romana. Sformalizowanie tej relacji nie było możliwe, gdyż oboje pozostawali oficjalnie w swoich związkach małżeńskich (ponadto sama Gorgonowa wolała związek bez zobowiązań); nie mogąc nazywać Rity żoną, Zaremba przedstawiał ją jako „swoją panią” – wiele osób myślało, że w istocie są oni małżeństwem. Bliskie stosunki Gorgonowej z Zarembą stały się prawdopodobnie przyczyną konfliktu i awantur z jego dorastającą córką Elżbietą. Skutkowało to także pogarszaniem stosunków między Gorgonową a Zarembą, który zdecydował zamieszkać na stałe z dziećmi w mieszkaniu lwowskim od 1 stycznia 1932.

## Zabójstwo
W nocy z 30 na 31 grudnia 1931 doszło do zabójstwa poprzez uderzenia w głowę tępym narzędziem śpiącej w łóżku Elżbiety, która tego dnia przyjechała ze Lwowa. Poniosła śmierć na miejscu. Narzędziem był najprawdopodobniej żelazny dżagan do rozbijania lodu, który następnie odnaleziono w basenie na tyłach domu. Zbrodnię odkrył w nocy Staś Zaremba, którego obudził skowyt psa, po czym zaalarmował domowników. Przybiegł inżynier Zaremba w piżamie, a za nim Gorgonowa w futrze. Sprowadzono od razu lekarza, dr. Ludwika Csalę, a następnie wachmistrza żandarmerii nazwiskiem Trela, który dokonał pierwszych oględzin (dom Zarembów sąsiadował z posterunkiem żandarmerii, podczas gdy najbliższa placówka policji znajdowała się dwa kilometry dalej – stąd też na miejscu zbrodni zjawił się żandarm, a nie bardziej kompetentny w takich sprawach policjant).
Poszlaki wskazywały najsilniej na Gorgonową, która została szybko aresztowana. Sześć tygodni w areszcie spędził też Henryk Zaremba, podejrzewany początkowo o współudział i pomoc w ukrywaniu. Podejrzewano też, że mógł to zrobić ogrodnik Zarembów, albo chłopak, który podkochiwał się bez wzajemności w Lusi.

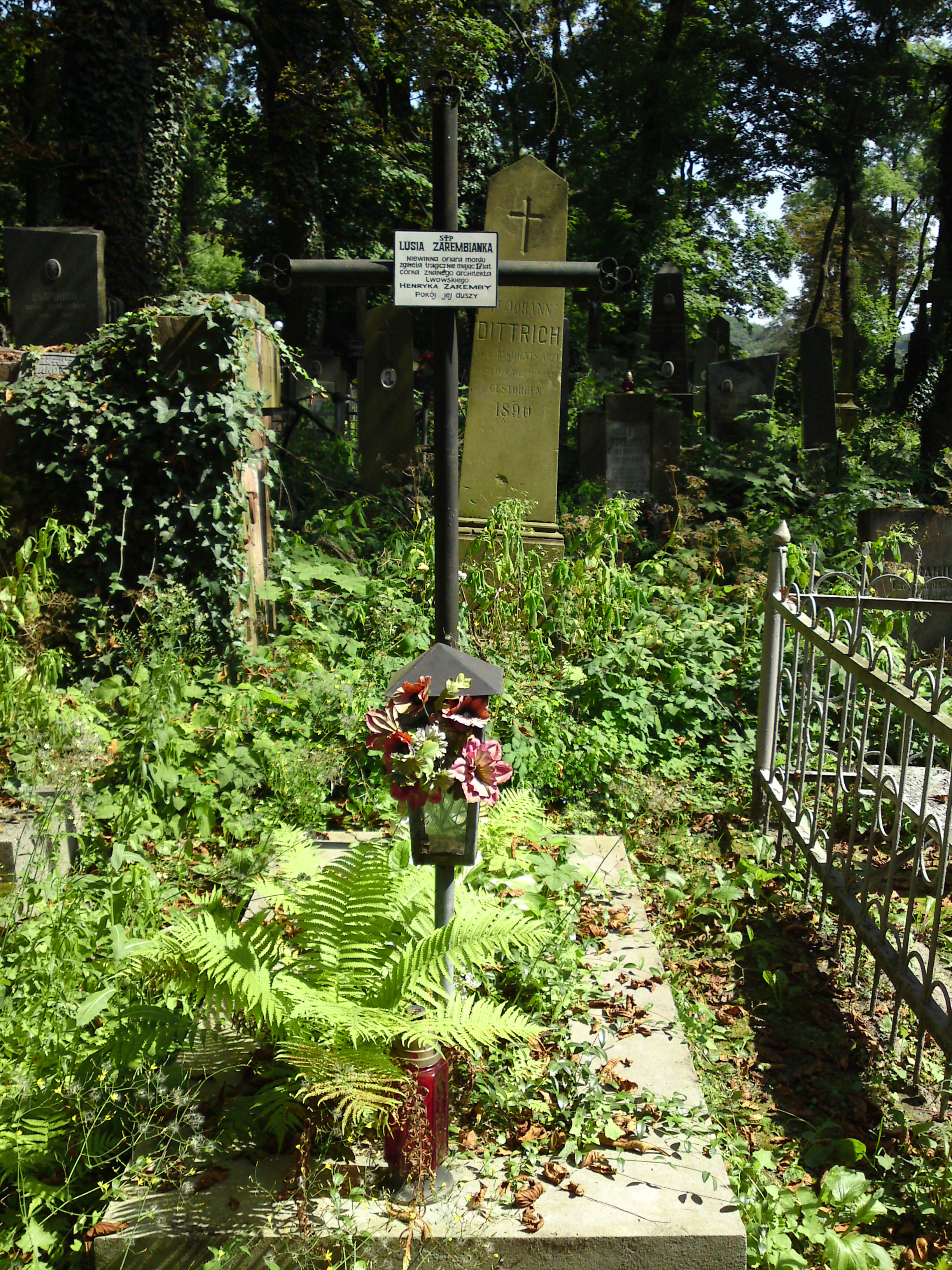
Grób Lusi na cmentarzu Łyczakowskim we Lwowie

Gorgonowa konsekwentnie nie przyznawała się do zabójstwa. W toku postępowania na podstawie poszlak przyjęto najbardziej prawdopodobną wersję wydarzeń. Ustalono, że zbrodni dokonał ktoś z domowników, gdyż nie odnaleziono śladów na śniegu po obu stronach ogrodzenia, ani na parapecie okna, a otwarta część okna była za mała, jak też brak było śladów włamania na drzwiach. Nadto, pies Lux – „mieszaniec wilczura z dobermanem”, nie szczekał. Według wersji przyjętej w śledztwie, Gorgonowa przeszła w nocy ze swojego pokoju przez hall do pokoju Lusi i zabiła ją uderzeniami dżagana. Upozorowała wtargnięcie sprawcy przez okno w pokoju, otwierając je, ponadto upozorowała gwałt, dokonując penetracji pochwy Lusi palcem. Biegłym sądowym w ponownym procesie (krakowskim) był prof. Jan Stanisław Olbrycht.
Otworzyła następnie drzwi werandy w celu upozorowania ucieczki sprawcy i tam natknęła się na psa Luxa, którego uderzyła w łeb. Pies zaskowyczał, co obudziło Stasia Zarembę, który spał w jadalni. Zobaczył on wówczas sylwetkę w kącie hallu, koło choinki, którą podczas procesu zidentyfikował jako Gorgonową w futrze. Nie mogąc dostać się z powrotem do swojej sypialni przez jadalnię, Margerita uciekła przez frontowe drzwi. Dostając się do sypialni, stłukła szybę w małej werandzie w celu otwarcia drzwi od środka i przy tym skaleczyła się w rękę. Kiedy Staś podniósł alarm, wyszła z sypialni i dołączyła do domowników. Ponieważ po zabójstwie ze zdenerwowania oddała kał, stojąc w hallu przy ścianie (w rzeczywistości kał był najprawdopodobniej psi), brudząc koszulę nocną, zmieniła ją po krótkim czasie na świeżą białą, a tamtą spaliła w piecu. Doktor Csala jednak zapamiętał, że początkowo Gorgonowa była w seledynowej koszuli nocnej pod futrem. Ponadto w opinii policjantów biała koszula była zbyt świeża, by Gorgonowa mogła w niej spać w nocy.
Wychodząc kilka razy z domu po wodę, do domu ogrodnika Kamińskiego i po lekarza, miała możliwość wyrzucenia dżagana do basenu, gubiąc przy tym świecę. Ponadto w piwnicy odkryto mokrą chusteczkę do nosa Gorgonowej, ze śladami prania krwi. Ślady krwi stwierdzono także na futrze Gorgonowej. Krew denatki należała do grupy A, krew Gorgonowej należała do grupy 0. Czynnik A wykryto zarówno na chusteczce, jak i na futrze. Ustalenia ekspertów sądowych w tej kwestii podważał prof. Ludwik Hirszfeld, odkrywca dziedziczenia grupy krwi. Henryk Zaremba przyznał w trakcie śledztwa, że kochanka zapowiadała w złości, że zabije jego, dzieci i samą siebie.
Pogrzeb Elżbiety Zaremby odbył się 5 stycznia 1932 na lwowskim cmentarzu Łyczakowskim. Aresztowani Zaremba i Gorgonowa nie wzięli w nim udziału, uczynił to natomiast Staś.

## Proces i okres późniejszy
Pierwszy proces miał miejsce we Lwowie, w dniach 25 kwietnia – 14 maja 1932. Przewodniczącym składu sędziowskiego był Jan Antoniewicz, prokuratorem oskarżającym w procesie był Alfred Laniewski, a adwokatem oskarżonej Maurycy Axer. Łącznie adwokatami Rity Gorgonowej byli Maurycy Axer ze Lwowa, Mieczysław Ettinger z Warszawy, Józef Woźniakowski z Krakowa.
Proces był intensywnie dyskutowany w prasie; artykuły w obronie oskarżonej pisały Elga Kern i Stanisława Przybyszewska oraz – podczas procesu krakowskiego – Irena Krzywicka.

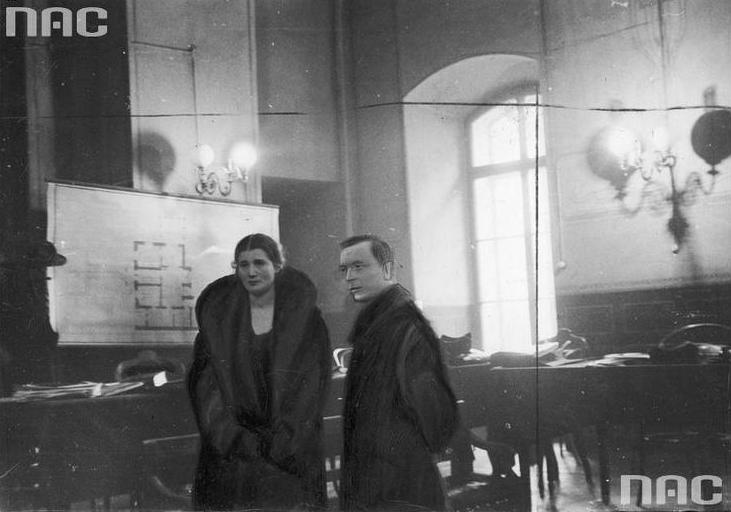
Rita Gorgonowa i jej adwokat Mieczysław Ettinger, 1933

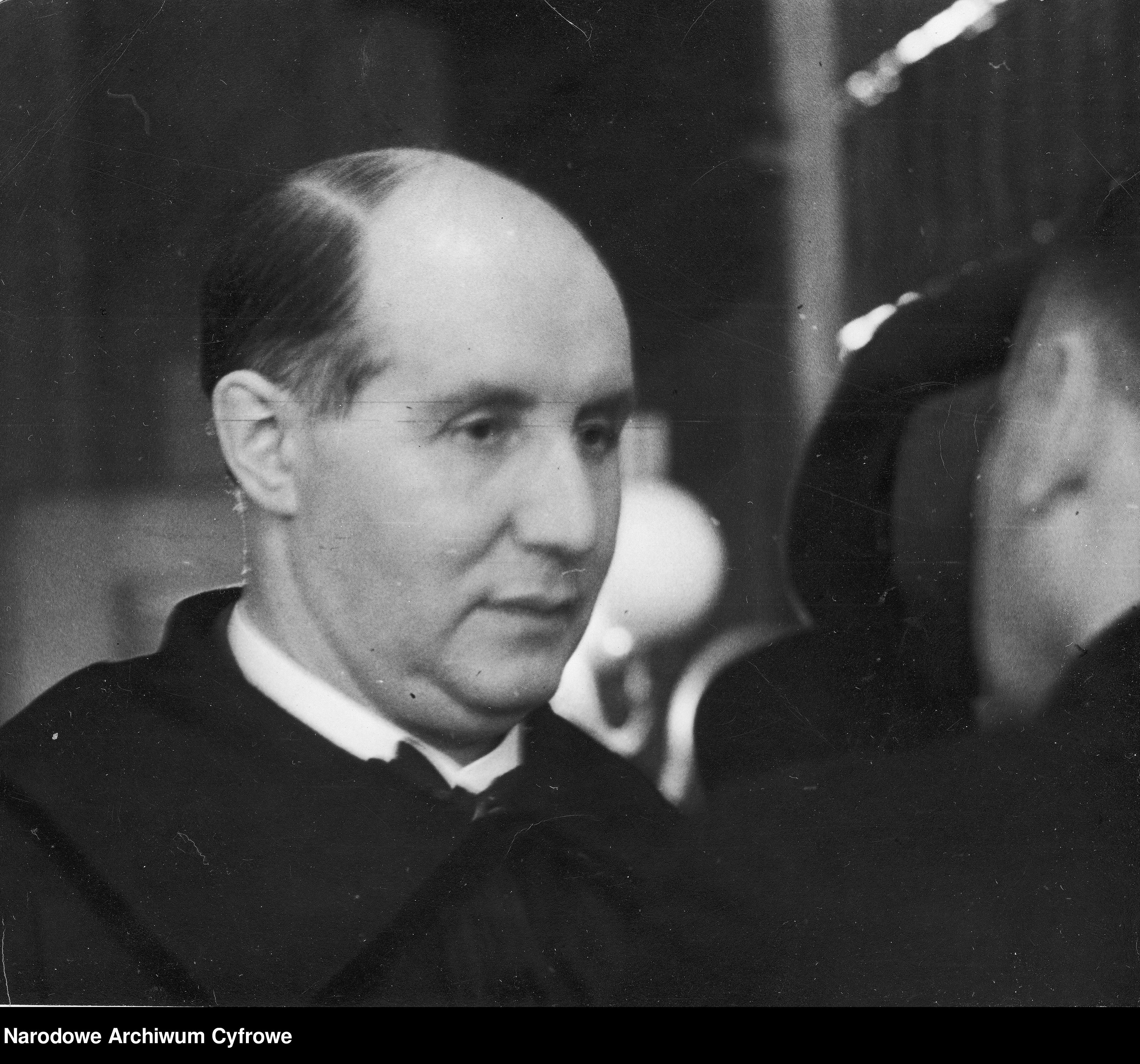
Maurycy Axer podczas procesu Gorgonowej, 1933

Gorgonowa nigdy nie przyznała się do winy. Początkowo została skazana przez Sąd Okręgowy we Lwowie jako sąd przysięgłych po krótkim procesie, 14 maja 1932 na karę śmierci, na podstawie obowiązującego wówczas nadal austriackiego prawodawstwa z 1852 r. Po kasacji wyrok został uchylony przez Sąd Najwyższy, z uwagi na naruszenie przepisów postępowania przez odrzucenie wniosków dowodowych obrony i zbyt ogólnikowe określenie czynu przypisanego oskarżonej. W więzieniu Margerita Gorgon urodziła 20 września 1932 drugą córkę Ewę, której Zaremba nie uznał (otrzymała nazwisko panieńskie matki) i trafiła do sierocińca. Po ponownym rozpoznaniu sprawy przez Sąd Okręgowy w Krakowie, działający jako sąd przysięgłych, została 29 kwietnia 1933 skazana na osiem lat więzienia, na podstawie przepisów nowo wprowadzonego kodeksu karnego. Sąd uznał, że była winna, ale zbrodnię popełniła „pod wpływem ogromnego wzruszenia” (art. 225 § 2 nowego Kodeksu karnego). Za okoliczność łagodzącą uznał to, że Lusia nie tolerowała związku ojca i to pod jej wpływem Zaremba zapowiedział, że wkrótce porzuci Gorgonową. Wyrok ten został utrzymany w mocy przez Sąd Najwyższy, który oddalił kasację 23 września 1933. Karę odbywała początkowo w więzieniu w Fordonie (obecnie w Bydgoszczy), a od wiosny 1937 w Poznaniu. Odbywanie kary Gorgonowa miała zakończyć 24 maja 1940, lecz opuściła więzienie 3 września 1939 w wyniku amnestii z powodu wybuchu II wojny światowej.
Podczas okupacji mieszkała początkowo w Poznaniu (przynajmniej do stycznia 1940). Następnie przebywała w Warszawie, gdzie bezskutecznie starała się nawiązać kontakt z córką Romaną (która się jej wyparła). Podczas dłuższego (1941–1944) pobytu w Turobinie na Lubelszczyźnie miała ponownie wyjść za mąż za niejakiego Kańskiego. Zajmowała się wówczas handlem mięsem, które woziła do Lublina. Jej mąż wkrótce trafił do więzienia za malwersacje finansowe, po czym słuch o nim zaginął. Po zakończeniu okupacji niemieckiej, we wrześniu 1944 r. przeprowadziła się do Lublina, przedstawiając się jako Emilia Kańska. W sierpniu 1945 najprawdopodobniej opuściła Lublin, udając się na Dolny Śląsk w okolice Oleśnicy. Jej dalsze losy nie zostały ustalone. Wysuwane są na ten temat różne hipotezy. W 2018 Cezary Łazarewicz wysunął przypuszczenie, że Gorgonowa została zamordowana w 1946 na śląskiej wsi. Wedle innych relacji miała ona jednak w latach 50. przebywać w zakładzie leczniczym sióstr jadwiżanek w Brzezinach Śląskich. Według jeszcze innych źródeł miała do lat 60. XX w. mieszkać na Śląsku, gdzie m.in. w Opolu prowadziła kiosk. Są również relacje, że wyemigrowała do Ameryki Południowej, Jugosławii lub Włoch. Jedna z hipotez głosi, że Rita została w listopadzie 1939 aresztowana w Łodzi przez Gestapo i publicznie powieszona.  
W 2014 spadkobierczynie Rity Gorgonowej (córka Ewa Ilić i wnuczka Margarita Ilić-Lisowska, mieszkające w woj. zachodniopomorskim) zapowiedziały próbę wznowienia procesu i rewizji wyroku, wskazując na słabość materiału dowodowego w procesie poszlakowym oraz atmosferę linczu, w jakiej był wydany wyrok. Adwokatem rodziny jest Michał Olechnowicz.

## Gorgonowa w kulturze
- W 1977 roku nakręcono polski film fabularny Sprawa Gorgonowej w reż. Janusza Majewskiego z Ewą Dałkowską w roli tytułowej, przedstawiający „sprawę Gorgonowej” i jej kulisy.
- Gdański zespół punkowy Po prostu nagrał piosenkę Sprawa Gorgonowej, nienawiązującą jednak do sprawy ani filmu.
- Sprawa Gorgonowej zainspirowała również Patrycję Babicką do napisania tekstu piosenki będącej częścią spektaklu muzycznego Pitawal. Historie kryminalne w piosenkach wystawianego w Teatrze Bagatela w Krakowie (premiera 28 października 2016 roku)[26].
- Wydarzenia z 1931 roku zostały też przedstawione w formie sztuki przez Jolantę Janiczak i wyreżyserowane przez Wiktora Rubina, na deskach Teatru Starego w Krakowie (Sprawa Gorgonowej, premiera 28 marca 2015 roku).
- W 2017 głośny proces Rity Gorgonowej stał się dla Darii Kopiec, autorki i reżyserki spektaklu Sprawa Rity G. opartym na sztuce Jolanty Janiczak Sprawa Gorgonowej, jedynie pretekstem dla stworzenia odrębnej, całkowicie autonomicznej wizji artystycznej w ramach cyklu Wytwórni Filmów Dokumentalnych i Fabularnych „Teatroteka”[27]. W roli tytułowej wystąpiła Monika Buchowiec. Premiera w Teatrze Telewizji miała miejsce 14 lutego 2022[28].